# 馬其頓近鄰社區 (密蘇里州)
馬其頓近鄰社區（英語：Macedonia Neighborhood）是位於美國密蘇里州沃倫縣的非建制地區。

## 地理
馬其頓近鄰社區所處的海拔為高於海平面275米（即902英呎），而該地所採用的時區為UTC-6，即北美中部時區（CST）。同時該地設有夏令時間，為UTC-6調快一小時，即UTC-5（CDT）。